# 王弁
王弁（1440年—？），字世瞻，江西吉安府吉水縣人，湖廣襄陽府襄陽縣民籍。明朝政治人物。

## 生平
湖廣鄉試第九名。成化八年（1472年）壬辰科會試，為貢士第一百七十五名，殿試時為進士第三甲第一百三十二名。之後擔任陝西涇縣知縣，之後擔任監察御史、陝西、山西副使、雲南按察使，後來因病退休。

## 家族
曾祖王欽德。祖父王孟彜。父王效，伴讀。